# Брик Валентина Володимирівна
Валентина Володимирівна Брик (1 січня 1907 — ?) — українська радянська комсомольська діяч, секретар ЦК ЛКСМУ. Член Ревізійної комісії КПУ в травні 1940 — вересні 1952 року. Кандидат історичних наук (1951), доцент.

## Життєпис
Член ВКП(б) з 1931 року.
До грудня 1938 року працювала інструктором в апараті ЦК КП(б)У.
11 грудня 1938 — 3 серпня 1940 року — секретар ЦК ЛКСМ України по школах.
У червні 1940 — вересні 1944 року — заступник народного комісара соціального забезпечення Української РСР з кадрів.
У 1951 році захистила в Інституті підвищення кваліфікації викладачів марксизму-ленінізму при Київському державному університеті імені Тараса Шевченка кандидатську дисертацію «Більшовицька партія в боротьбі за відновлення вугільної промисловості Донбасу в 1920 рр.».
На 1961—1963 роки — доцент кафедри історії КПРС Київського інженерно-будівельного інституту.
Подальша доля невідома. У 1990-х роках — на пенсії в місті Києві.